# 合言葉は音楽気分!
『合言葉は音楽気分!』（あいことばはおんがくきぶん）は、1985年10月5日から1986年3月29日までTBS系列局で放送されていたTBS製作の音楽番組である。味の素の一社提供。全26回。放送時間は毎週土曜 23:00 - 23:30 （日本標準時）。

## スタッフ
- 企画：上村喜一
- 構成：長束利博、吉田秀穂、松岡孝
- タイトル音楽：小野寺忠和
- 技術：市川英夫 ほか
- 音響：舘野忠之 ほか
- 美術：三原康博 ほか
- 美術デザイン：橘野永 ほか
- 美術制作：平原道夫 ほか
- スタイリスト：川俣喜代美 ほか
- 人形操作：光子館
- 演出：塩川和則 / 加藤義人 ほか
- プロデューサー：塩川和則、石川眞実
- 製作著作：TBS

| TBS系列 土曜23:00枠 【本番組まで味の素一社提供枠】 | TBS系列 土曜23:00枠 【本番組まで味の素一社提供枠】  | TBS系列 土曜23:00枠 【本番組まで味の素一社提供枠】 |
| 前番組                                             | 番組名                                              | 次番組                                             |
| -------------------------------------------------- | --------------------------------------------------- | -------------------------------------------------- |
| 流行事情 （1984年10月13日 - 1985年9月28日）        | 合言葉は音楽気分! （1985年10月5日 - 1986年3月29日） | 地球浪漫 （1986年4月 - 1987年10月3日）             |

| スタブアイコン | サブスタブ | この項目は、まだ閲覧者の調べものの参照としては役立たない、テレビ番組に関連した書きかけの項目です。この項目を加筆・訂正などしてくださる協力者を求めています（P:テレビ/PJ:放送または配信の番組）。 |